# Клавдиан (неоплатоник)
Клавдиа́н (лат. Claudianus) — александрийский неоплатоник IV века, ученик Ямвлиха. Евнапий указывает, что Клавдиан «входил в число наилучших философов». Сводный брат теурга Максима Эфесского (учителя императора Юлиана Отступника) и софиста Нимфидиана. Родился в Смирне. Согласно некоторым источникам, был отцом Клавдия Клавдиана, последнего римского классического поэта.